# Новіков Сергій Петрович (дзюдоїст)
Сергі́й Петро́вич Но́віков (15 грудня 1949, Москва, Росія — 16 квітня 2021 Київ, Україна, Україна) — український дзюдоїст та самбіст, перший і єдиний олімпійський чемпіон з дзюдо серед громадян України та представників українських клубів на Олімпійських іграх.

## Життєпис
Тренувався у Києві в ДСТ «Динамо». Золоту олімпійську медаль здобув у важкій вазі на монреальській Олімпіаді. Сергій Новіков є засновником виду єдиноборств, який називається «російський бій».
Помер 16 квітня 2021 року у Києві внаслідок інсульту.